# Antonov A-11
O Antonov A-11 é um planador de alto desempenho e assento único, produzido todo de metal na União Soviética no final da década de 1950. 150 aeronaves foram produzidas.

## Projeto e desenvolvimento
O A-11 foi o primeiro planador da Antonov que não era de construído de madeira. É um monoplano de asa alta, com asas afuniladas no bordo de ataque e com um diedro de 1,5°. Uma única longarina com uma camada metal no bordo de ataque acima da cobertura de tela, que cobre toda a asa, sendo as duas pontas de asa suportadas por longarinas duplas. O aileron coberto por tela possuem slots. Os ailerons podem ser baixados a 8° para servir como Flaps. Na raiz da asa, há flaps com slot no bordo de fuga e spoilers, montados na metade da corda média aerodinâmica, próximo à fuselagem, do tipo que aciona apenas para cima.
A fuselagem do A-11 é de construção monocoque. Possui uma cauda em "V" de metal, sendo suas superfícies de comando balanceadas com pesos externos. O canopy é dividido em trÇes partes. Possui um trem de pouso retrátil com uma roda e sem freio, assistido por uma borracha na parte dianteira e traseira, formado por uma pequena e baixa superfície ventral.
O A-11 voou pela primeira vez em 12 de maio de 1958. Foi aprovado para voos acrobáticos, parafusos e voo por instrumentos.

## Aeronaves em exibição
Fonte: Ogden
- Museu da Força Aérea Russa Central, Monino
- Monumento no aeródromo de Panevezys

## Especificações (A-11)
Dados de: The World's Sailplanes:Die Segelflugzeuge der Welt:Les Planeurs du Monde Volume II
Descrições gerais
- Tripulação: 1
- Comprimento: 6 m (20 ft)
- Envergadura: 16,5 m (54 ft)
- Altura: 1,2 m (3,9 ft)
- Área alar: 12,15 m² (131 ft²)
- Peso vazio: 294 kg (648 lb)
- Peso bruto (carregado): 400 kg (882 lb)

Performance
- Velocidade máxima: 350 km/h (217 mph)
- Força G: +8.66 -3.9 a 300 km/h (186 mph; 162 kn) G
- Carga alar: 33 kg/m²
- Notas: 

  - Velocidade de reboque: 200 km/h
  - Velocidade de lançamento: 120 km/h
  - Velocidade de estol: 60 km/h